# Bahna (Lozna)
Il fiume Bahna è un affluente del fiume Siret in Romania. Scorre nel distretto di Botoșani, nei comuni di Lozna e Cândești.